# عرش بلقيس

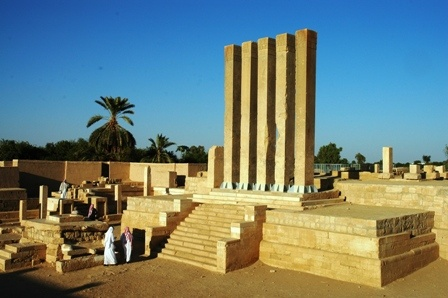
معبد بران أو "عرش بلقيس".

عرش بلقيس أو معبد برآن يعد الموقع الأثري الأشهر بين آثار اليمن، ويقع على بعد 1400 متر إلى الشمال الغربي من محرم بلقيس وهو معبد سبئي كرّس لإله الشمس «إلمقه» ويلي معبد أوام من حيث الأهمية ويعرف محلياً «بالعمايد».

## مراحل التطور
ظل المعبد حتى عام 1988م تغطيه كثبان الرمال المحيطة به، إلى أن كشف عن تفاصيله المدفونة تحت الرمال نتائج التنقيب الأثري، فوجد أن المعبد يتألف من وحدات معمارية مختلفة، أهمها قدس الأقداس والفناء الأمامي وملحقاتهما، مثل السور الكبير والمبني من الطوب والمنشآت التابعة، لقد تطورت العناصر المعمارية لمعبد بران في حقب زمنية مختلفه منذ مطلع الألف الأول قبل الميلاد، ويبدو أن المعبد مكون من وحدة معمارية متناسقة يتقابل فيها المدخل الرئيسي والساحة مع المدرج العالي بشكل يوحي بالروعة والجمال وعظمة المنجز.
وتجدر الإشارة إلى أن العرش شهد عملية ترميم واسعة وعلى مدى أربعة مواسم متتالية ابتداءً من عام 1997م إلى 2000م من قبل المعهد الألماني للآثار وبهذا أصبح المعبد مهيئاً لاستقبال السياح.

## الشكل العام
المعبد مربع الشكل له مساحة مكشوفة تتوسطها البئر المقدسة وحوض ماء حجري يصل إليه الماء بواسطة مَصَب من فم الثور المقدس. والقاعة محاطة بعدد من الجدران من الشمال والغرب والجنوب وأمام الجدار الغربي ينتصب عدد من المقاعد المرمرية ومن القاعة المكشوفة، وتوجد 12 درجة تؤدي إلى قدس الأقداس حيث الستة الأعمدة يوجد حالياً خمسة أعمدة والسادس مكسور ذات التيجان المزخرفة بالمكعبات ويزن العمود 17 طن و350 كجم ويبلغ طوله 12 متر وسمكه 80×60 سم. يحيط بساحة المعبد المقدسة سور من اللبن «الطين» وله أبراج، ويقع باب المعبد في الجهة الشمالية. عرف بأعمدته الخمسة أما العمود السادس فهو مكسور.